# 태형철
태형철(太炯哲, 1953년 3월 6일~)은 조선민주주의인민공화국의 정치인이다. 사회과학원 원장 겸 조선로동당 중앙위원회 정치국 후보위원이다. 최고인민회의 제12기 대의원 겸 상임위원회 서기장이며 김일성종합대학 총장이자 교육위원회 고등교육상이다.

## 경력
1953년생이며, 김일성종합대학을 나왔다. 1977년 사회과학원 연구원으로 시작하여 1990년 10월 사회과학원 세계경제 및 남남협조연구소 실장을 지냈으며, 1995년 3월 사회과학원 부원장을 역임했다. 1997년 8월부터 사회과학원장으로 재임 중이다. 2010년 9월, 조선로동당 중앙위원회 후보위원에 선임되었다. 2012년 4월 13일 최고인민회의 제12기 제5차회의에서 최고인민회의 상임위원회 서기장으로 선임되었다. 2013년 4월에는 성자립을 이어 김일성종합대학 총장, 교육위원회 고등교육상이 되었다.

## 최고인민회의 대의원
1998년 9월 최고인민회의 제10기, 2003년 9월 제11기 대의원 겸 상임위원회 위원으로 선출되었다. 2009년 4월 이후 제12기 대의원 겸 상임위원회 서기장으로 있다.

## 수훈
2004년 4월 김일성훈장을 받았다.

## 기타
2008년 박성철, 2011년 김정일 사망 당시에 국가장의위원회 위원을 맡았다.